# Стаффордширский полк
Стаффордширский полк (принца Уэльского) (англ. Staffordshire Regiment (Prince of Wales')) — пехотный полк Британской армии, входивший в состав дивизии принца Уэльского. Полк был сформирован в 1959 году путем слияния Южностаффордширского полка и Северостаффордширского полка (полка принца Уэльского), а в 2007 году был объединён с Чеширским полком и Вустерширским и шервудским егерским полком и стал 3-м батальоном Мерсийского полка.
В 2014 году 3-й батальон Мерсийского полка был объединён с 1-м и 2-м батальонами и образовал 1-й и 2-й батальоны Мерсийского полка (чеширского, вустерширского и шервудского егерского и стаффордского).
Полк был известен под прозвищем «Стаффорды» (англ. The Staffords). Талисманом Стаффордширского полка был стаффордширский бультерьер; каждый последующий талисман получал имя «Сторож» (Watchman). Нынешний действующий талисман известен как рядовой Сторож VI, он выполняет свои обязанности в составе Стаффордширской полковой ассоциации.

## История
Полк был сформирован 31 января 1959 года путем слияния Южностаффордширского полка и Северостаффордширского полка (полка принца Уэльского).
В ноябре 1960 года полк отправился на шестимесячные учения в Кению, после чего год провел в Колчестере, а затем вернулся в Кению ещё на два года. Во время этого похода полку пришлось столкнуться с мятежом в угандийской армии. Вернувшись домой, полк стал последним подразделением британской армии, служившим в Восточной Африке.
В 1964 году последовала служба в Дувре. Затем последовала двухлетняя командировка в Западный Берлин в 1968 году, после чего полк отправился в Шарджу в Договорном Омане, где полк снова отличился как «последнее подразделение», став последним подразделением, служившим в Шардже.
В 1972 году полк отправился в Северную Ирландию во время бушевавшего религиозно-политического конфликта, а в 1973 году переехал в казармы Квебек в Оснабрюке.
Дальнейшие командировки в Северную Ирландию были проведены в 1974 и 1976 годах. В 1976 году полк переехал в Хайдарабадские казармы в гарнизоне Колчестер, а в 1979 году совершил ещё одну поездку в Северную Ирландию.
В 1981 году полк переехал в Гибралтар, в 1983 году — в Римские казармы в Колчестере, а в 1984 году — в Северную Ирландию. В 1986 году полк передислоцировался в Бад-Фаллингбостель.
В октябре 1990 года Стаффордширский полк был переброшен в Саудовскую Аравию в составе 7-й бронетанковой бригады (известной как «Крысы пустыни»). Это было сделано в ответ на вторжение диктатора Саддама Хусейна на суверенную территорию Кувейта, утверждавшего, что она по праву принадлежит Ираку.
В 1991 году полк переехал в казармы Дейл в Честере, в 1994 году — в казармы Аберкорн в деревне Балликинлер, а в 1996 году — в казармы Клайв в Шропшире. С базы в Шропшире 1-й батальон был переброшен в Гонконг в 1996 году, незадолго до того, как он был передан обратно Китаю, а также в Северную Ирландию на короткие периоды и в шестимесячную командировку в Белфаст в 1997 году.
В 2000 году полк переехал в казармы Мултан в лагере Тидворт. После командировки в Косово в 2002 году и первой командировки в Ирак в рамках операции Telic 6 в 2005 году. Полк также принял участие во второй командировке в Ирак в рамках операции «Телик 9» в 2006 году, где возглавил рейд на полицейский участок Аль-Джамиат.
В рамках реорганизации британской пехоты, объявленной в 2004 году, было объявлено, что Стаффордширский полк объединится с Чеширским полком и полком Вустерширских и шервудских егерей в новый четырёхбатальонный полк, который стал называться Мерсийский полк. 1 сентября 2007 года Стаффордширский полк стал 3-м батальоном Мерсийского полка.

## Структура
Стаффордширский полк состоял из следующих подразделений и частей:
- Штаб Стаффордширского полка в Уиттингтонских казармах, Личфилд[3]
- 1-й батальон (регулярный)
- Оркестр Стаффордширского полка (полка принца Уэльского), расформирован в 1994 году для формирования Клайв-оркестра дивизии принца Уэльского[4].
- Территориальная армия (1967—1979):
  - 5-й батальон Южностаффордширского полка (расформирован в 1967 году)[5]
  - 5-й батальон Северостаффордширского полка (объединён с 6-м батальоном в 1961 году)[6]
  - 6-й батальон Северостаффордширского полка (объединён с 5-м батальоном в 1961 году)[7]
  - 5-й/6-й батальон Северностаффордширского полка (сформирован в 1961 году, расформирован в 1967 году)[6]
  - 5-й/6-й (территориальный) батальон Стаффордширского полка (сформирован в 1967 году, сокращен до кадрового состава в 1969 году, расформирован в 1975 году)
- Территориальная армия (1979—2014):
  - 3-й (добровольческий) батальон Стаффордширского полка (сформирован в 1988 году, расформирован в 1999 году)[8]

## Полковой музей
Музей Стаффордширского полка находится в казармах Уиттингтон недалеко от Личфилда.